# 范謙
范謙（1634年—1597年），字汝益，號含虚，江西南昌府豐城縣人，軍籍，明朝政治人物。同進士出身。

## 生平
嘉靖三十四年（1555年）乙卯科江西鄉試第七十九名舉人。隆慶二年（1568年）中式戊辰科會試第二十二名，三甲第一百六十九名進士。改庶吉士，四年三月授检讨，先後修世宗、穆宗实录、大明会典，萬曆四年进编修，管理诰敕，五年分校礼部会试。八年八月復除翰林院编修，因忤张居正，九年京察，二月出为福建左參議，分守漳南。十一年三月升广西提学副使，次月调任山东提学，十四年正月升湖广左参政，督理粮饷，十六年三月升山西按察使，兵备井陉，管倒马龙泉三关，未上任，改河南信陽兵备，分治汝南。十八年升山东右布政使，十九年十月召入为太仆寺卿，未至，轉太常寺卿管国子监祭酒事，二十年正月充经筵讲官，七月升詹事府詹事兼翰林院侍读学士，次月升礼部右侍郎，兼官经筵俱照旧，陪同宴请朝鲜、暹罗使臣，十一月升左侍郎，二十一年七月奉命教习庶吉士，二十二年六月充正史副总裁，九月改任吏部左侍郎掌詹事府印，兼官如故，次月升礼部尚书兼翰林院学士，二十五年十月卒于位，享年六十四，贈太子少保，謚曰文恪。

## 家族
曾祖范至信；祖父范楚藎，封刑部員外郎；父范慶，嘉靖乙未進士，雲南按察司副使。前母涂氏（贈宜人）；母蔣氏（封宜人）。永感下。弟范询、范謹、范諤。